# Gare de Nankou
La gare de Nankou (chinois : 南口站 ; pinyin : nánkǒu zhàn) est une gare de la Ligne Pékin-Baotou, qui fait partie du Transmongol. Elle est également une gare de la ligne S2 du BCR (zh) (trains de la banlieue de Pékin). Elle est située dans le bureau de quartier de Nankou (zh),  district de Changping, à Pékin
Son bâtiment construit en 1906, est protégée depuis 2013. Il figure dans la liste des sites historiques et culturels majeurs protégés au niveau national.

## Patrimoine ferroviaire
Le bâtiment principal, édifié en 1906, est protégé depuis 2013.